# Ceratosphaeria fragilis
Ceratosphaeria fragilis är en svampart som beskrevs av Wilberf. 1987. Ceratosphaeria fragilis ingår i släktet Ceratosphaeria, klassen Sordariomycetes, divisionen sporsäcksvampar och riket svampar.   Inga underarter finns listade i Catalogue of Life.